# Menemen

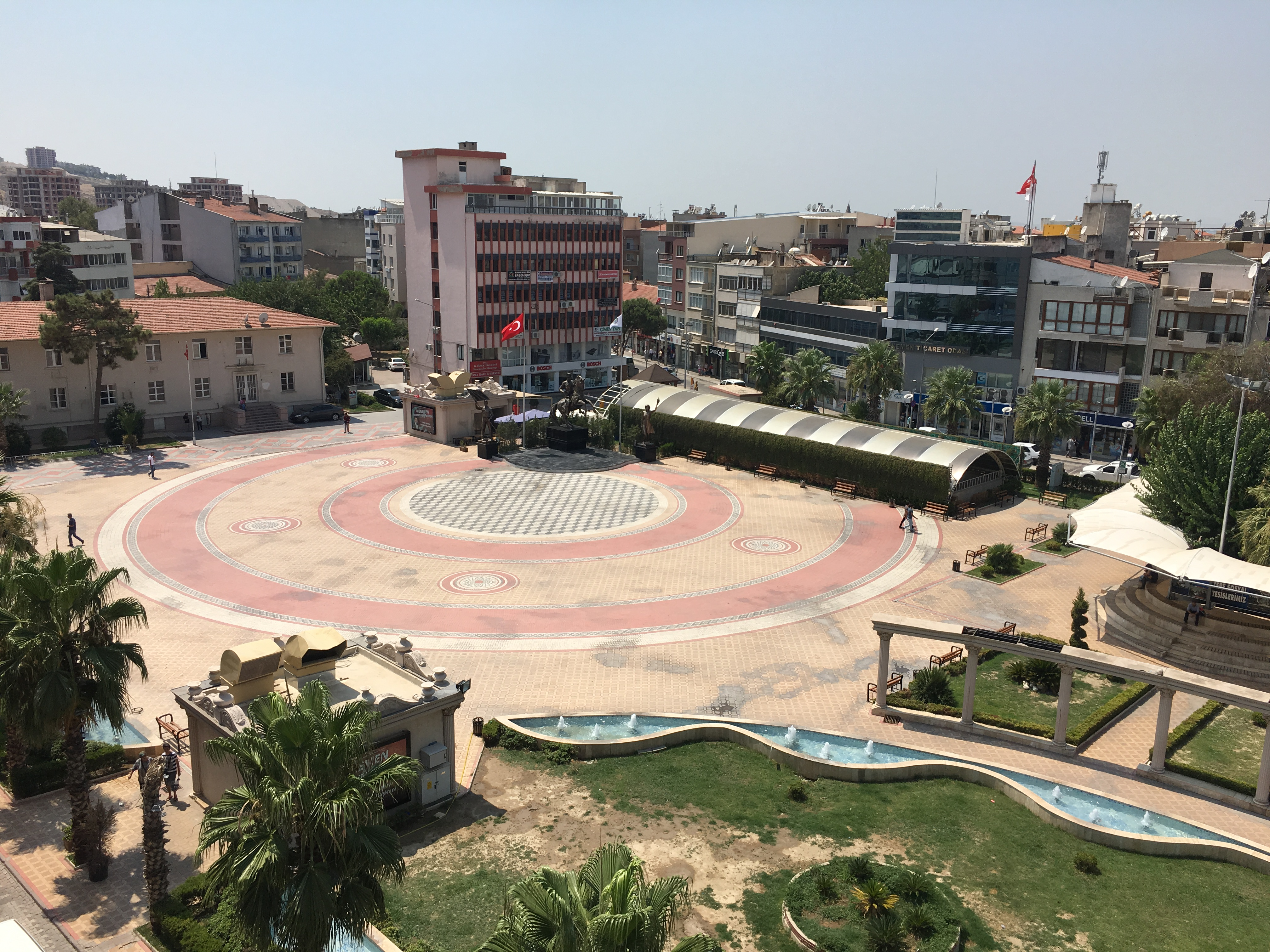
A view of Republic Square in Menemen

Menemen est une ville de Turquie qui comptait en 2014, 148 662 habitants. Sa superficie est de 33 km2. Cette ville est surtout reconnue pour ses fraises et ses produits de poteries. En 1930, la ville est le théâtre de violentes émeutes organisées par l'organisation islamiste Nakchibendi. Les émeutiers tentent de lutter contre les réformes laîques du régime kémaliste. Les forces de l'ordre se déploient dans la ville au bout de quelques heures et tirent sur la foule. Plusieurs centaines de personnes seront arrêtées et condamnées à mort (Révolte de Menemen).

## Population
| Année | Total   | Centre ville | Alentours |
| ----- | ------- | ------------ | --------- |
| 1965  | 68 523  | 16 588       | 51 935    |
| 1970  | 66 739  | 16 734       | 50.005    |
| 1975  | 68 476  | 18 464       | 50 012    |
| 1980  | 79 623  | 21 832       | 57 791    |
| 1985  | 62 915  | 24 998       | 37 917    |
| 1990  | 76 043  | 29 006       | 47 037    |
| 2 000 | 114 457 | 46 079       | 68 378    |
| 2 007 | 126 934 | 53 940       | 72 994    |
| 2 008 | 125 478 | 113 870      | 11 608    |
| 2 010 | 131 394 | 119 230      | 12 164    |
| 2 011 | 134 889 | 122 722      | 12 167    |
| 2 012 | 138 143 | 125 984      | 12 159    |